# 500 kilomètres de Suzuka 1984
Navigation
Édition précédente Édition suivante
Les 500 kilomètres de Suzuka 1984, disputées le 1er avril 1984 sur le Circuit de Suzuka, ont été la seizième édition de cette épreuve et la première manche du Championnat du Japon de sport-prototypes 1984.

## La course

### Classement de la course
Voici le classement officiel au terme de la course,.
- Les premiers de chaque catégorie du championnat du monde sont signalés par un fond jaune.
- Pour la colonne Pneus, il faut passer le curseur au-dessus du modèle pour connaître le manufacturier de pneumatiques.
- Les voitures ne réussissant pas à parcourir 75% de la distance du gagnant sont non classées (NC).

## Pole position et record du tour
- Pole position :  (#19 Team Tom's) en 2 min 01 s 500
- Meilleur tour en course : ...

## À noter
- Longueur du circuit : 5,943 km
- Distance parcourue par les vainqueurs : 505,155 km